# Средневековый метал
Средневековый метал (нем. Mittelalter metal, англ. Medieval metal) — поджанр фолк-метала, который объединяет хард-рок или метал со средневековой музыкой. Жанр возник в середине 90-х, благодаря экспериментам групп Subway to Sally, In Extremo и Corvus Corax. Он характеризуется использованием широкого спектра народных и средневековых инструментов.

## История

### Предтечи
Немецкая мидивал-фолк-рок-группа 70-х Ougenweide считается одной из самых ранних групп, оказавших влияние на средневековый метал. Несмотря на то, что группа существовала задолго до появления средневекового метала, её причисляют к родоначальникам жанра.
Однако наибольшее влияние на жанр оказала фолк-группа Corvus Corax, образованная в 1989 году. В своих записях Corvus Corax используют музыкальные инструменты собственного изготовления, воссозданные по образам тщательно изученных средневековых инструментов. Они также известны использованием «подлинного исходного материала», исполняя мелодии, записанные в средневековой литературе с помощью невм, однако применяя при этом собственные аранжировки. Они описывают свой подход к средневековой музыке, как «громче, грязнее и мощнее». В результате их ассоциируют с музыкой шумных средневековых таверн и пивных, а не со спокойной музыкой королевских дворцов и церквей.
С другой стороны большое влияние на средневековый метал имела английская фолк-метал-группа Skyclad. На их влияние ссылается группа Subway to Sally. Впрочем влияние Skyclad, создателей фолк-метала, на региональную сцену фолк-метала очевидно.

### Начало
Группа Subway to Sally из восточной Германии была сформирована в 1992 году как англоязычная фолк-рок-группа, включающая элементы ирландской и шотландской музыки. Именно тогда состоялся первый концерт от которого музыканты и ведут отсчет своей деятельности. Начиная со второго альбома «MCMXCV», выпущенного в 1995 году, группа начинает исполнять песни на немецком языке. Под влиянием группы Skyclad они исполняют смесь тяжёлого рока и метала, обогащенного средневековыми мелодиями, проникнутыми в композиции через звучание волынки, шарманки, лютни, мандолины, скрипки и флейты, в сочетании с немецкоязычной романтической поэзией в лирике. С приобретением успеха в родной Германии они становятся изобретателями средневекового метала.
Концерт 1994 года в Берлине способствовал сотрудничеству между рок-группой Noah и участниками вышеупомянутой группы Corvus Corax. Это сотрудничество привело в конечном итоге к превращению Noah в In Extremo. Начав с двух акустических альбомов они выпустили метал-альбом «Weckt die Toten!» в 1998 году. Также немалый успех группе принёс их яркий имидж, они взлетели на вершины германских чартов.
В 1996 году группа Corvus Corax издаёт свой мини-альбом в стиле средневекового фолка с элементами метала. Он был назван «Tanzwut», впоследствии участники группы организуют сайд-проект Tanzwut, для развития темы средневекового метала. Дебютный альбом проекта Tanzwut вышел в 1999. Помимо средневековой музыки и метала альбом содержал элементы индастриэла.
В 1999 году также увидел свет дебютный альбом группы Schandmaul. В арсенале этой баварской группы имеются различные средневековые инструменты, а себя они называют «современными менестрелями». Также как Subway to Sally и In Extremo, Schandmaul пользуются большой популярностью в Германии.

## Характеристика
В средневековом метале, наряду с характерными для жанра инструментами - гитарами, бас-гитарами и ударными, широко используются также традиционные народные инструменты. Наиболее распространены духовые инструменты, такие как волынка, флейта, шалмей и вистл. Многие группы используют в своем творчестве также струнные инструменты: скрипку, колесную лиру, никельхарпу и мандолину. Синтезатор в средневековом метале используется довольно редко, среди групп, имеющих или имевших элементы индастриал-метала в творчестве, можно выделить Tanzwut, Saltatio Mortis и In Extremo. Поскольку данный жанр зародился в Германии, большая часть песен исполняется на немецком языке. Однако коллективы также исполняют народные средневековые песни и баллады на латыни, французском языке, а также скандинавских языках.

## Исполнители средневекового метала
- Cultus Ferox (с 2001)[21]
- In Extremo (с 1995)[13]
- Letzte Instanz (с 1996)[22]
- Morgenstern (с 1998)[23]
- Saltatio Mortis (с 2000)[24]
- Schattentantz (с 1999)[25]
- Schandmaul (с 1998)[13]
- Subway to Sally (с 1992)[26]
- Tanzwut (с 1998)[27]
- Feuerschwanz (с 2004)[23]